# Kranosphaera haptomela
Kranosphaera haptomela är en kräftdjursart som beskrevs av Bruce1992. Kranosphaera haptomela ingår i släktet Kranosphaera och familjen klotkräftor. Inga underarter finns listade i Catalogue of Life.